# سيباستيان بايز
سيباستيان بايز (مواليد 28 ديسمبر 2000) هو لاعب تنس محترف أرجنتيني، أعلى تصنيف له في الفردي كان ال40 في مايو 2022.

## روابط خارجية
- سيباستيان بايز على موقع رابطة محترفي التنس (الإنجليزية)
- سيباستيان بايز على موقع الاتحاد الدولي لكرة المضرب (الإنجليزية)
- سيباستيان بايز على موقع كأس ديفيز (الإنجليزية)
- سيباستيان بايز على موقع خلاصة التنس.كوم (الإنجليزية)
- سيباستيان بايز على موقع أوليمبيديا (الإنجليزية)